# The Economics of Money, Banking and Finance
The Economics of Money, Banking and Finance - A European Text är en nationalekonomisk bok om finansiell ekonomi som används som kurslitteratur på svenska universitet. Boken har givits ut 1998, 2002, 2005 och 2008. Omfånget på 2008 års upplaga är 634 sidor och författare är Peter Howells och Keith Bain. Författarna beskriver hur det finansiella systemet fungerar i olika länder. Obligationsmarknaden granskas särskilt liksom de ekonomiska relationerna mellan regering, centralbank, affärsbanker och allmänhet. All relevant ny lagstiftning behandlas också ingående. Efter varje kapitel finns instuderingsfrågor och förslag på vidareläsning.

## Externa sidor
- Bokens tredje upplaga online